# 謝青
謝青（英語：Ken Xie，1963年—），生於中國北京，擁有美國國籍，企業家，曾創辦Stanford Infosystems、NetScreen，為Fortinet共同創辦人之一，現擔任Fortinet董事長與CEO。

## 生平
其父母皆為清華大學教授。
1987年，獲得清華大學電子工程學士學位，1989年取得電子工程碩士學位。赴美留學，就讀史丹佛大學。在史丹佛大學期間，開始專注於網路安全技術的研發。1994年，與史丹佛大學同學，共同創辦了Stanford Infosystems，主要研發防火牆及VPN產品。
1997年，推出NetScreen產品。於1998年5月，與邓锋（Deng Feng），柯严（Ke Yan），共同創辦NetScreen公司。
2000年，謝青離開NetScreen，與其弟謝華，一同創辦Fortinet公司。
2004年，瞻博网络併購了NetScreen公司。